# PENTAX K-3 Mark III
- PENTAX K-3 III

PENTAX K-3 Mark III（ペンタックス・K-3 マーク3）は、リコーイメージングがペンタックスブランドで発売しているデジタル一眼レフカメラである。
PENTAX K-3 IIの後継機で視野率約100％・約1.05倍の高性能光学ファインダーを実現。2021年4月23日発売開始。

## 概要

### 外装

#### ボディ
全面マグネシウム合金製ボディを採用し、衝撃や振動に強くなっている。また防塵防滴、マイナス10度での耐寒性能を実現している。

### 撮影性能

#### ISO感度
標準ISO100-160万の超高感度撮影が可能。

#### イメージセンサー
ローパスフィルターレス設計、裏面照射型のイメージセンサーを搭載し有効画素数は約2573万画素。

#### リアル・レゾリューション・システム
イメージセンサーを１画素ピッチずつ動かしながら４枚の写真を連続撮影し、カメラ内部で生成することで１枚の超高精細な画像を作り出す仕組み。

#### ボディ内手ぶれ補正
５軸5.5段の手振れ補正効果のある独自の独自ボディ内手ぶれ補正機構SR(シェイクリダクション)IIが搭載されている。また、［オート］に加え、ゆっくり動く被写体にも対応した［流し撮り］の2つのモードを搭載。

#### ローパスセレクター
イメージセンサーを微小駆動させることでモアレや偽色の発生を抑えることができる仕組み。疑似的にローパスフィルターの効果を作り出すことができる。

### インターフェイス

#### ファインダー
視野率約100％、ファインダー倍率約1.05倍（50mmF1.4・∞）のファインダーにより、K-1 Mark IIと同等の広い視野角を実現した。また、透過型液晶の採用によりファインダー内の情報を増やすことに成功した。

#### AFセンサー
101点（クロス25点、41点選択可能）測距点を備えた「SAFOX 13」を搭載。9点でF2.8光束対応。

#### アイセンサー
ファインダーをのぞくと同時に画像モニターが自動消灯する。

#### 測光センサー
PRIME Vと約30.7万画素RGBIrセンサーを搭載。

#### 測距点レバー
直感的な操作で測距点を移動させることやライブビューや再生画面で拡大表示している際に表示範囲を移動することができる。

#### 液晶モニター
3.2型の固定式モニターを採用。固定式のモニターには賛否両論である。ほかにも状況に応じてモニターの明るさの設定を簡単に変更できる「アウトドアモニター」や、画面を赤くすること暗所での目に対する刺激を抑えることができる「赤色画面表示」を設定することができる。またタッチパネル式画像モニターを搭載。

#### スマートファンクション
軍艦部右側のダイヤルを使って、撮影設定を直接設定できる機能。選択できる機能はファインダー視野内に一覧で表示（22種の中から最大5つまで登録可能）され、機能を切り替えるたびにファインダーから眼を離す必要がない。さらに、各機能ごとの設定値も選択・登録が可能。

#### ハイパープログラム
モードダイアルを操作することなく[P][Tv][Av]を切り替え可能。前後の電子ダイヤルを回すだけで、［P］から［Tv］［Av］に切り替えることや、［Tv］⇔［Av］の切り替えもダイレクトに操作することができるSTANDARDモードに加え、［Tv］［Av］に切り替えられるだけでなく、そのまま絞り値、シャッター速度を変更すると［TAv］にも切り替えられるADVANCEDモードを搭載。

#### DR（ダストリムーバル）II
イメージセンサー前面の光学部材に、圧電素子で高速の超音波振動を加えることにより、付着したほこりなどを強力に除去し、画像への写り込みを防ぐことができる。

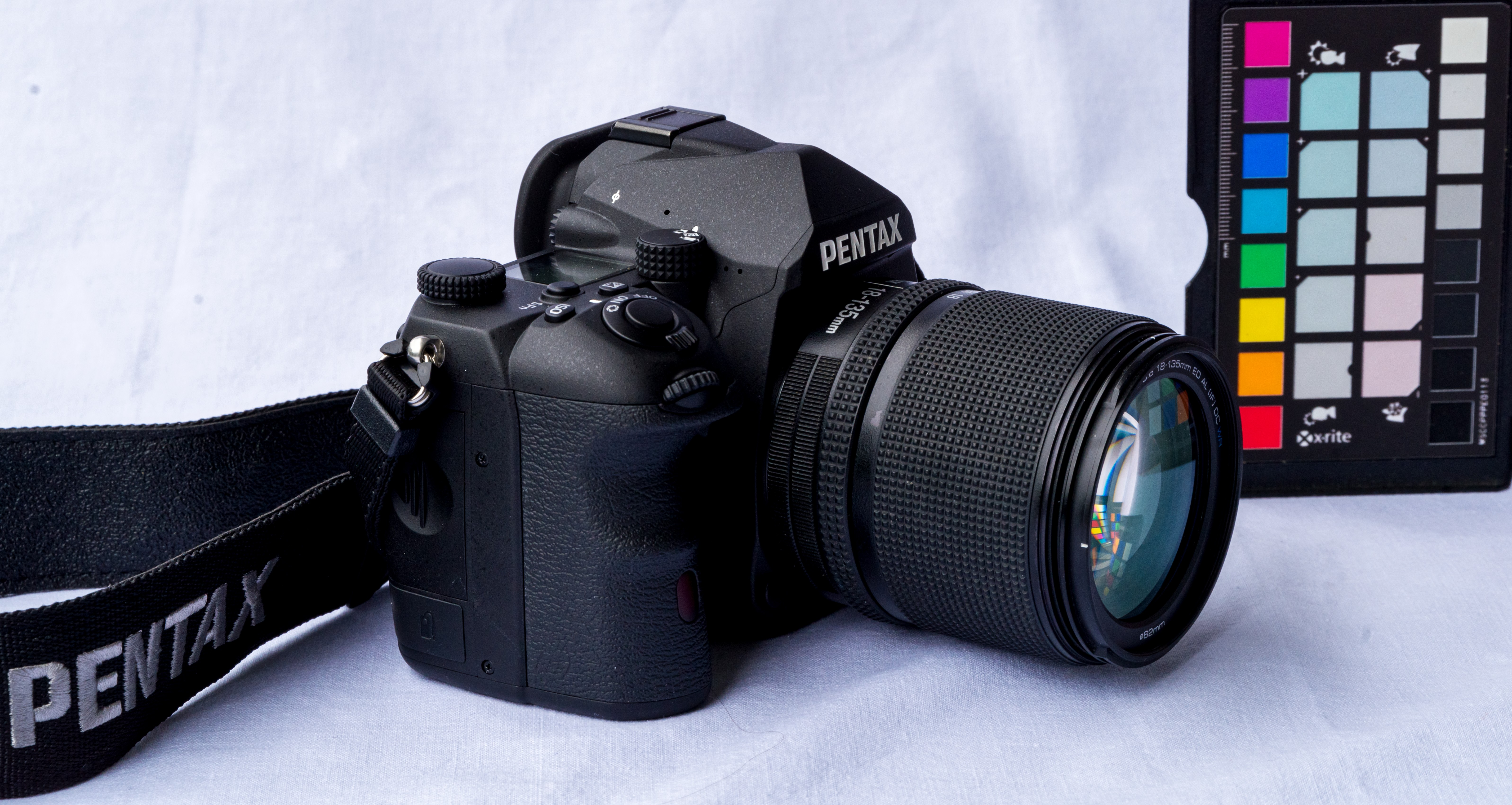
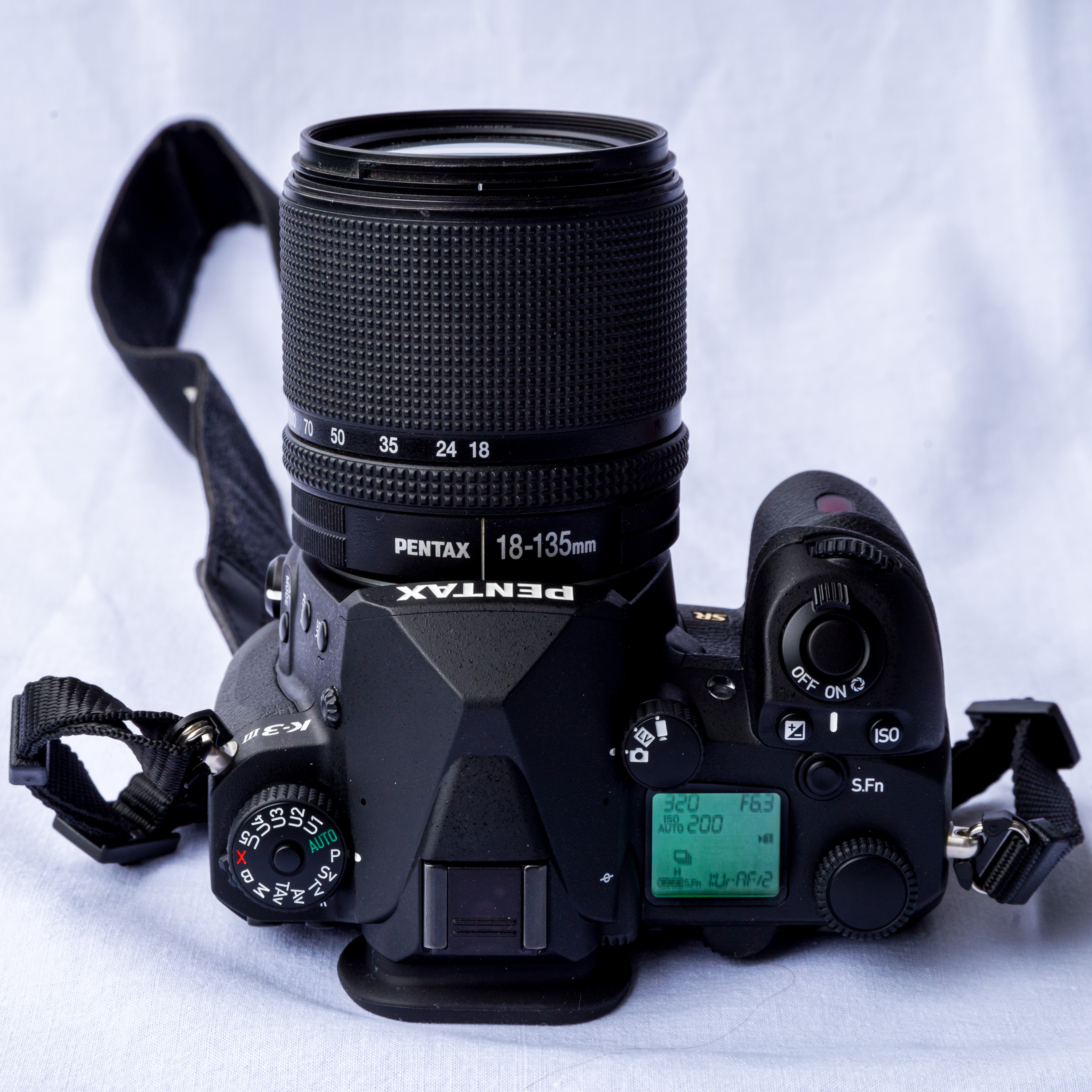
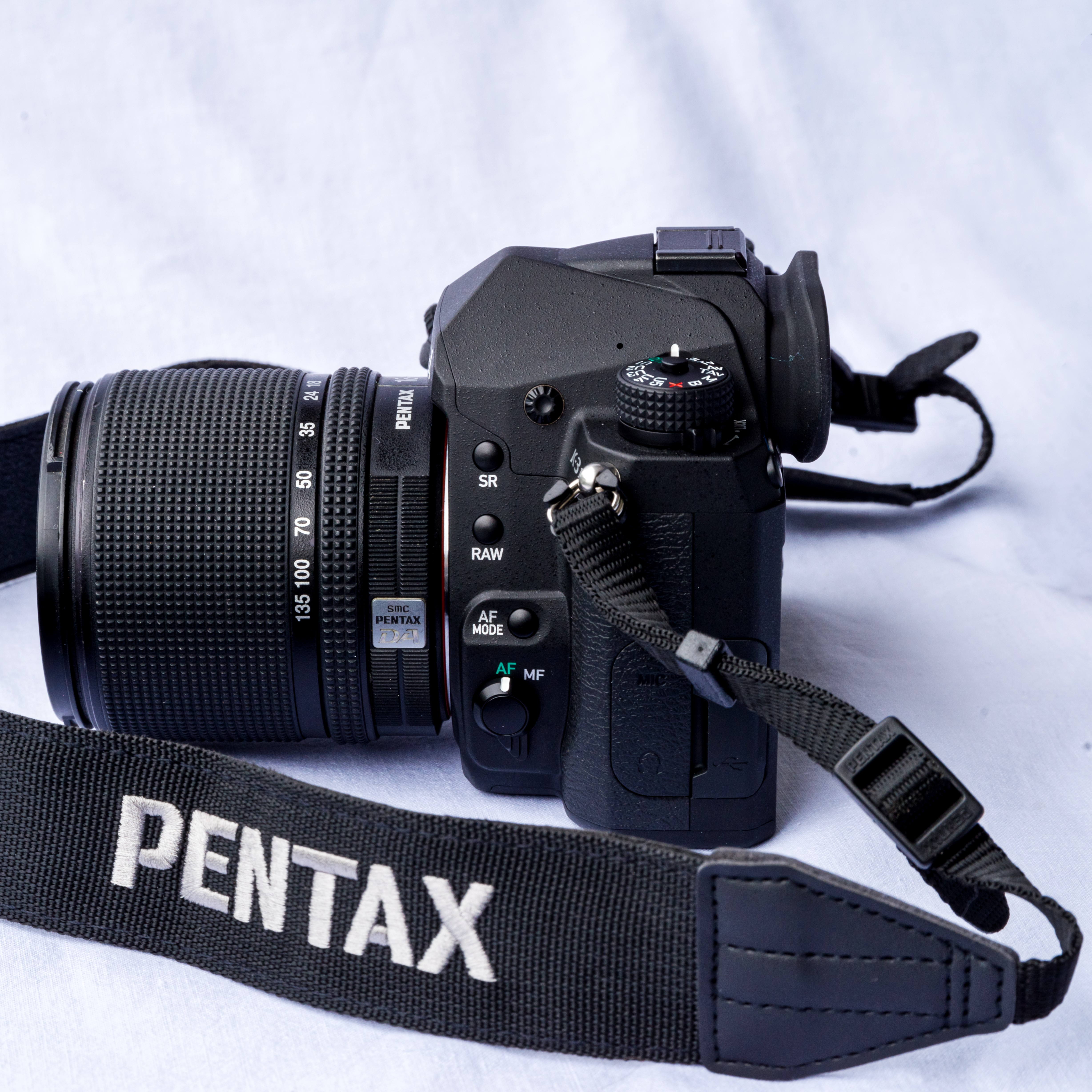
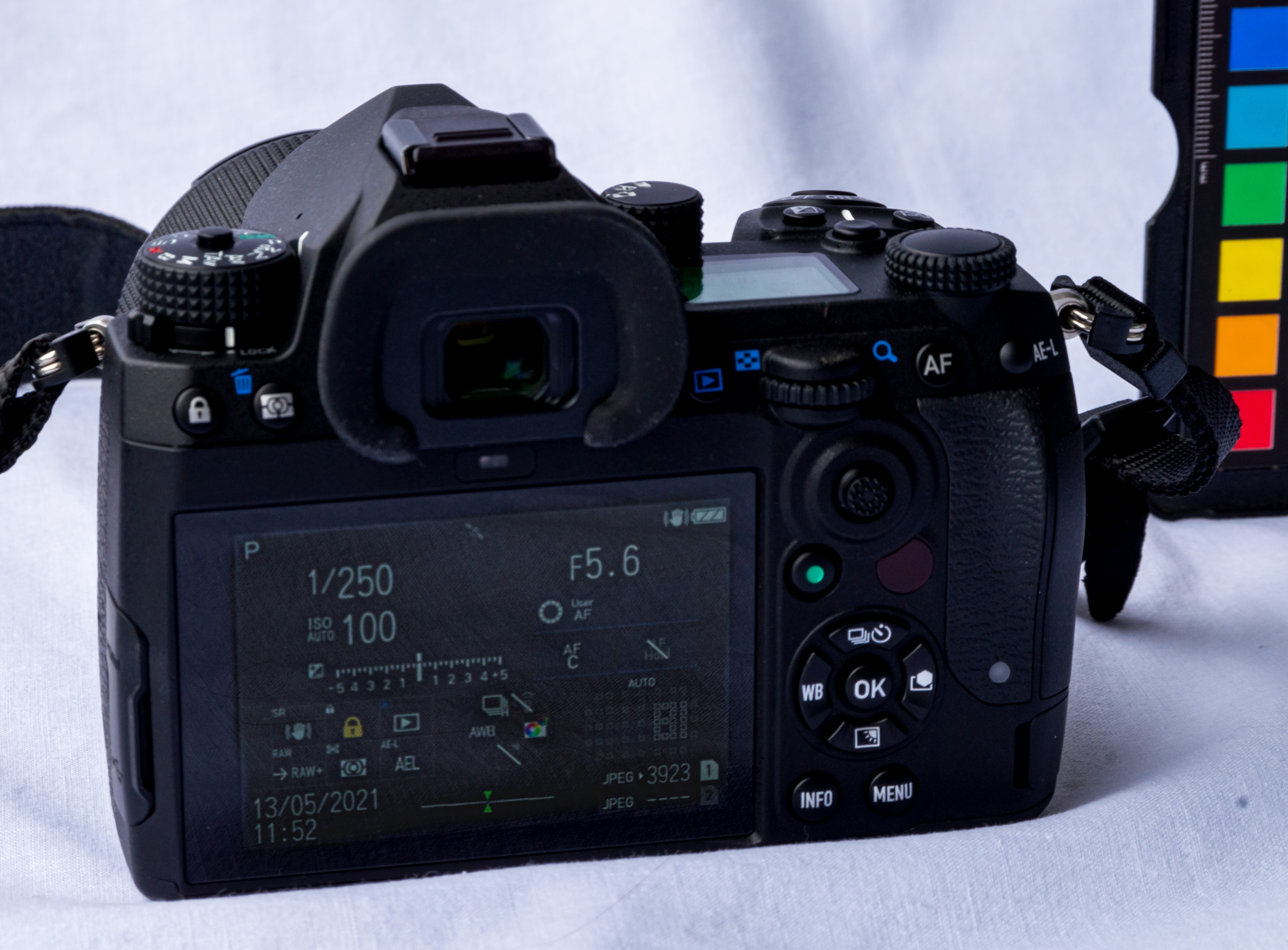
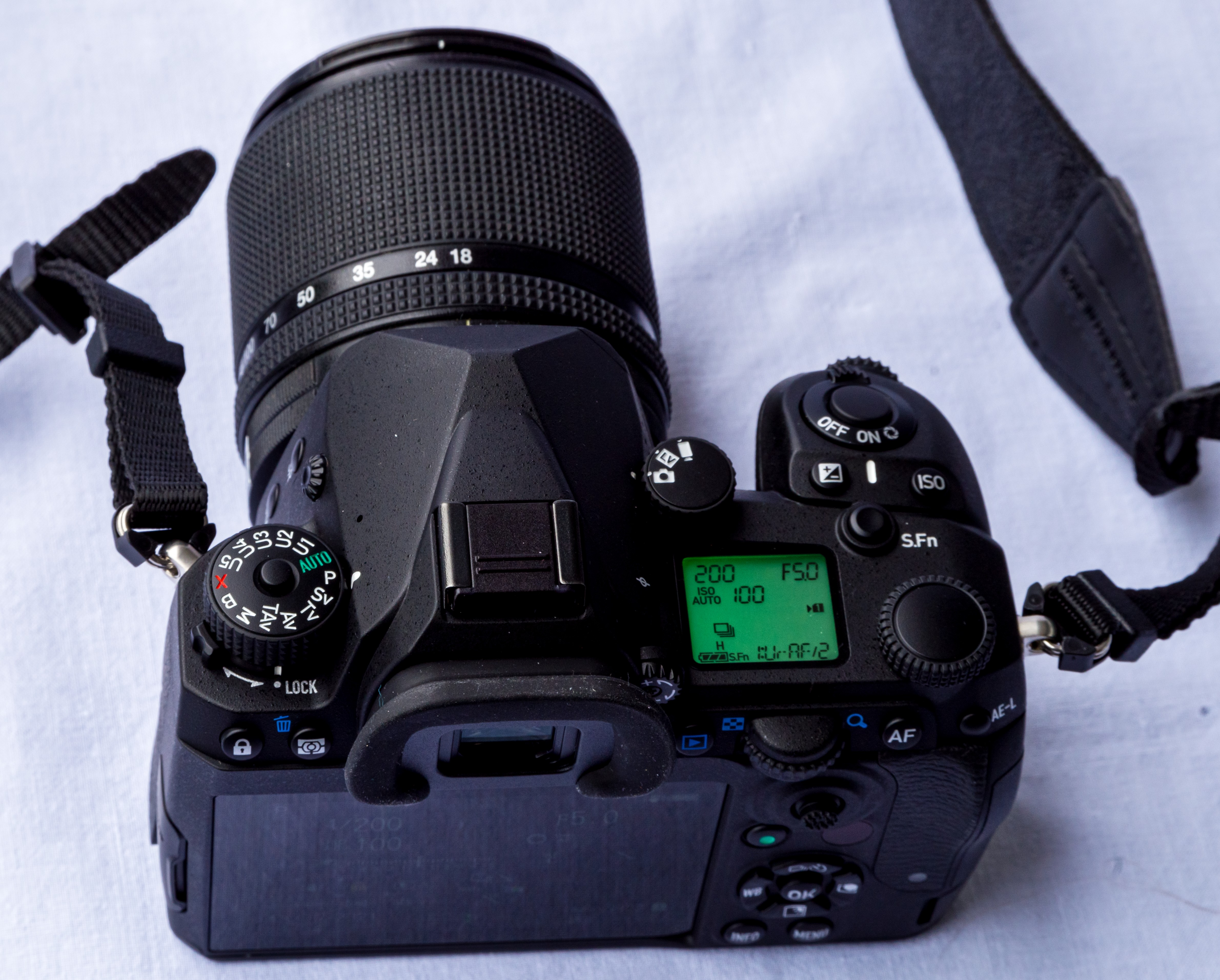
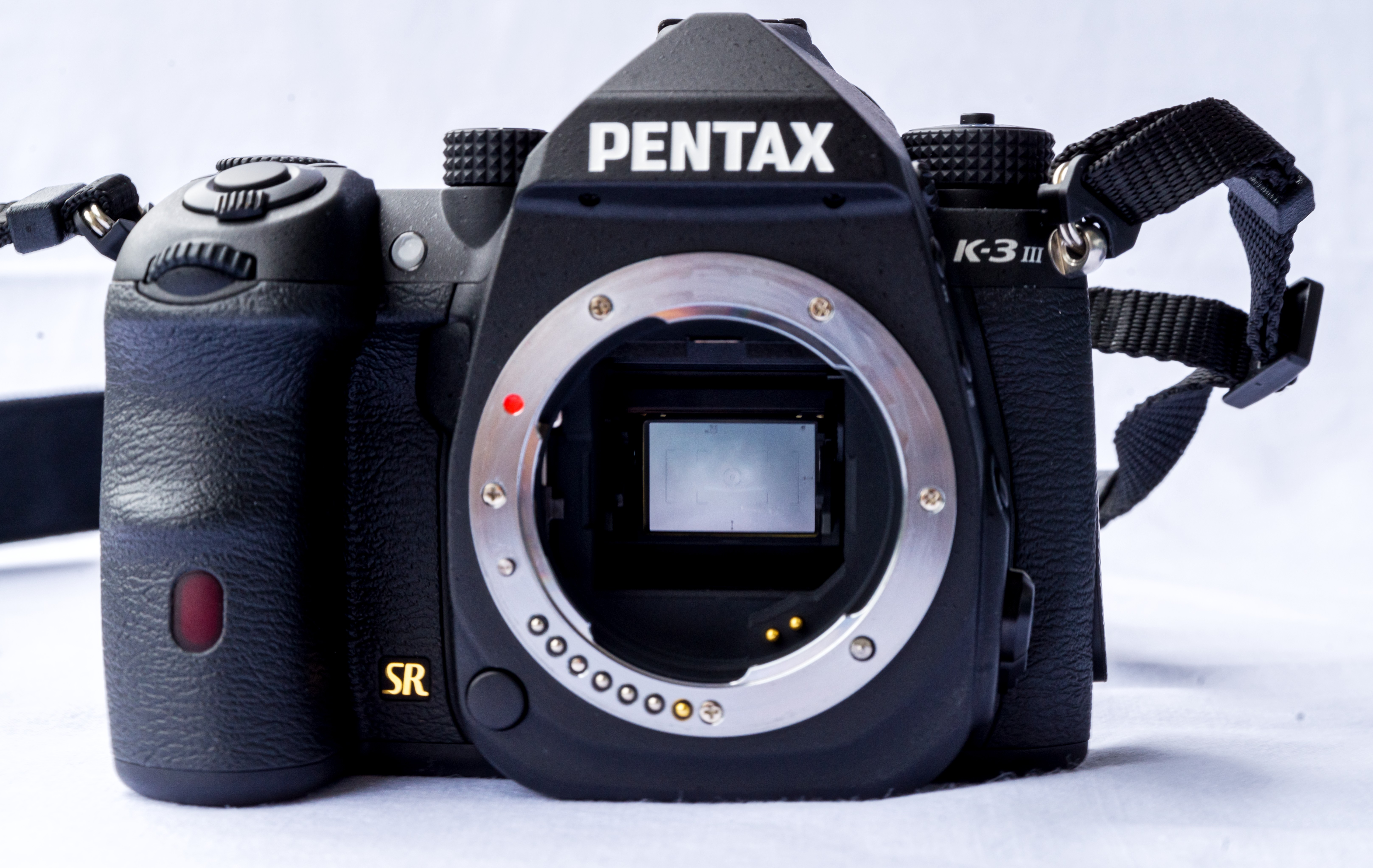
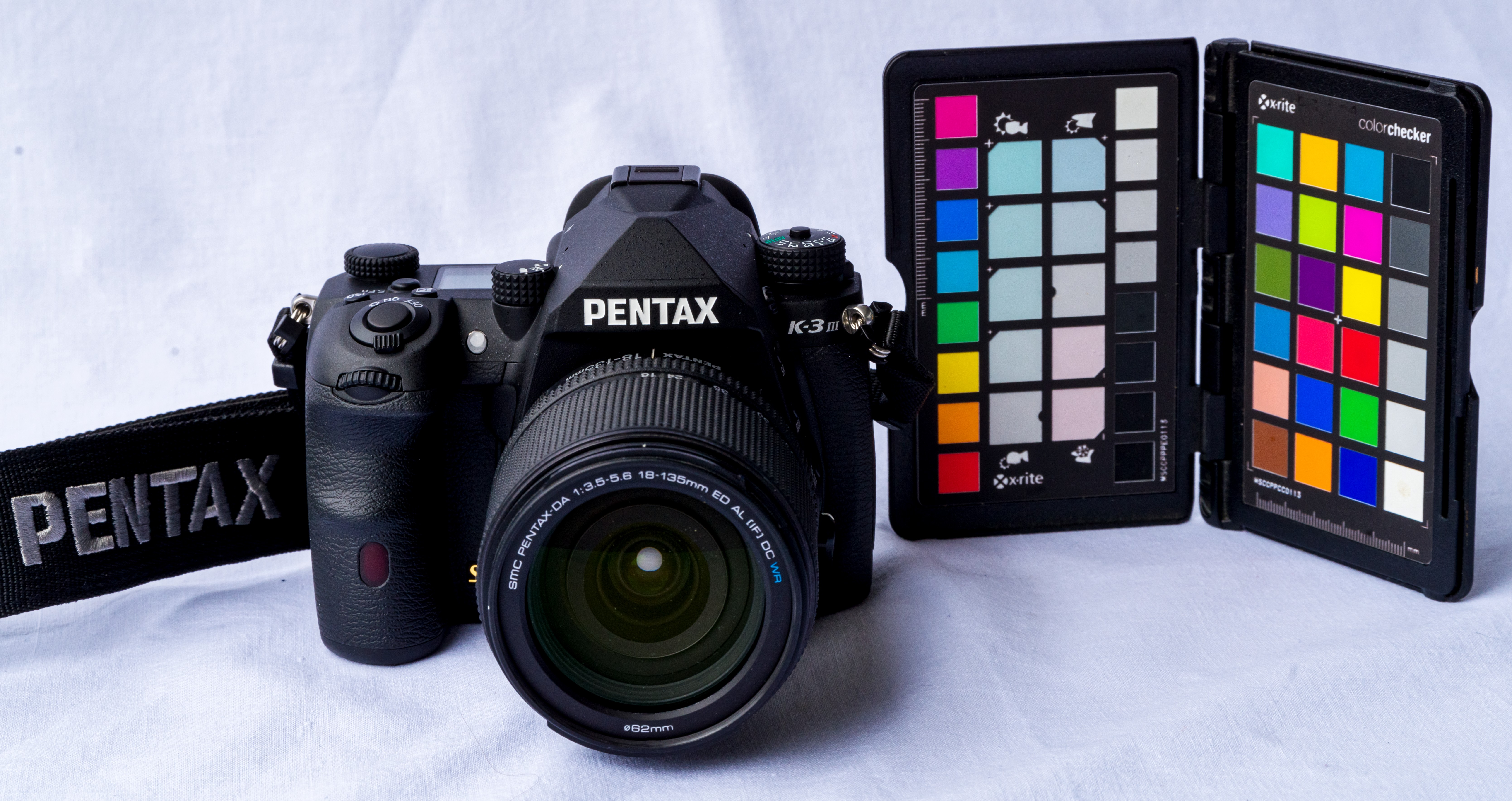

## K-3 Mark III Monochrome
K-3 Mark IIIをベースに撮影機能をモノクロ専用に特化したデジタル一眼レフカメラ。2023年4月28日発売。撮像素子からベイヤー配列のカラーフィルターを省き、カラーフィルターによって切り捨てられていた照度情報を取り込むことで、高精細高画質のモノクロ画像を生成すると謳っている。外観を縮緬塗装にし、操作部や製品ロゴ表記にグレーの配色を多用する等、カメラボディもモノクロ機を意識したものにしている。カスタムイメージもモノクロ版が用意される。外観をマット塗装にした「K-3 Mark III Monochrome Matte Black Edition」直販限定で販売されている。